# Стамиков, Фёдор Алексеевич
Фёдор Алексеевич Стамиков (24 ноября 1913 — 19 декабря 1996) — украинский советский партийный деятель, 1-й секретарь Одесского горкома КПУ. Член Ревизионной Комиссии КПУ в феврале 1960 — марте 1966.

## Биография
Член ВКП(б) с 1931 года.
Находился на ответственной партийной работе? на 1945 год - первый секретарь Межибожского райкома КП(б)У Каменец-Подольской области.
На 1950 — заведующий сельскохозяйственным отделом Одесского областного комитета КП (б) У.
В середине 1950-х — 1960 году — заведующий отделом партийных органов Одесского областного комитета КПУ.
9 января 1960 — декабрь 1964 года — 1-й секретарь Одесского городского комитета КПУ.
4 декабря 1964 — 6 октября 1970 — заведующий отделом торговых и планово-финансовых органов Одесского областного комитета КПУ.
С 6 октября 1970 по 20 октября 1976 — председатель партийной комиссии Одесского областного комитета КПУ.
С октября 1976 года — на пенсии в Одессе.

## Награды
- орден Ленина (26.02.1958)
- орден Трудового Красного Знамени (30.08.1971) [1]
- медали